# Блоковий нерв
Блоковий нерв (лат. n. trochlearis) — IV пара черепних нервів. Іннервує верхній косий м'яз ока, що повертає, опускає і відводить око.
Блоковий нерв відносять до рухових нервів. Ядро блокового нерва розташоване в середньому мозку. Огинаючи ніжку мозку з латеральної сторони, нерв виходить на основу мозку, проходячи між ніжкою і скроневою частинами. Потім разом з окоруховим нервом виходить з черепа в очну ямку і іннервує верхній косий м'яз очного яблука.